# Capa
Die Capa (auch Cappa, mittellateinisch) ist ein mittelalterliches Übergewand, das über der Tunika getragen wurde.
Es handelte sich ursprünglich um ein wadenlanges bis bodenlanges ärmelloses Schlupfkleid, das von beiden Geschlechtern getragen wurde und als Reisekleidung und Wetterschutz mit hochzustellendem Kragen oder abnehmbarer Kapuze ausgestattet war. Die Cappa wurde zunächst immer aus Wolle in dunklen Tönen gefertigt.

## „Spanische Kappe“

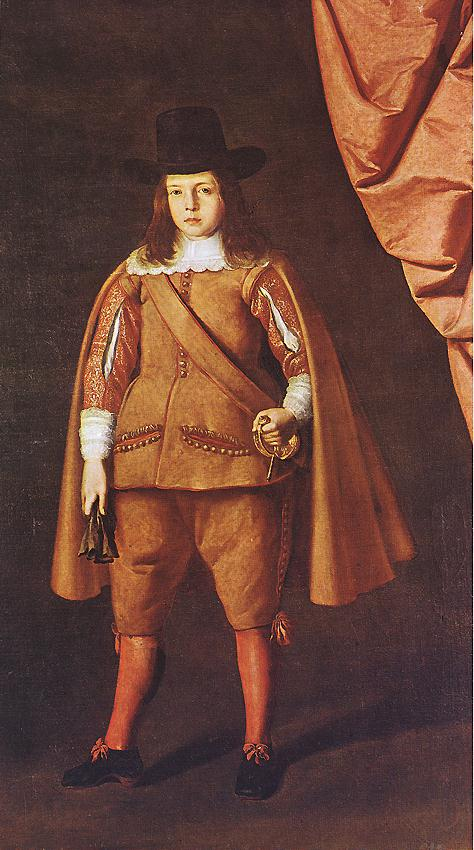
Herzog von Medinaceli mit Capa

Besonders im Spanien des 16. und beginnenden 17. Jahrhunderts (am königlichen Hof noch bis in das 18. Jahrhundert) war die kreisrund geschnittene, vorne offene Capa aus Wolle, Samt oder Seide das Kleidungsstück des vornehmen Mannes. Am Hof zeigten die Länge der Schleppe und die Nuance der roten Farbe den Rang des Trägers an. Zunächst war der Mantel noch wadenlang, später höchstens noch knielang, in Frankreich und England noch kürzer. Die Variante mit Kapuze galt als typisch spanisch und wurde deshalb in Frankreich als cape à l'espagnole, in Deutschland als spanische Kappe bezeichnet. Im 19. Jahrhundert findet sich das große Abendcape zuweilen noch als festliche Abendgarderobe des Herrn.

## Liturgische Kleidung

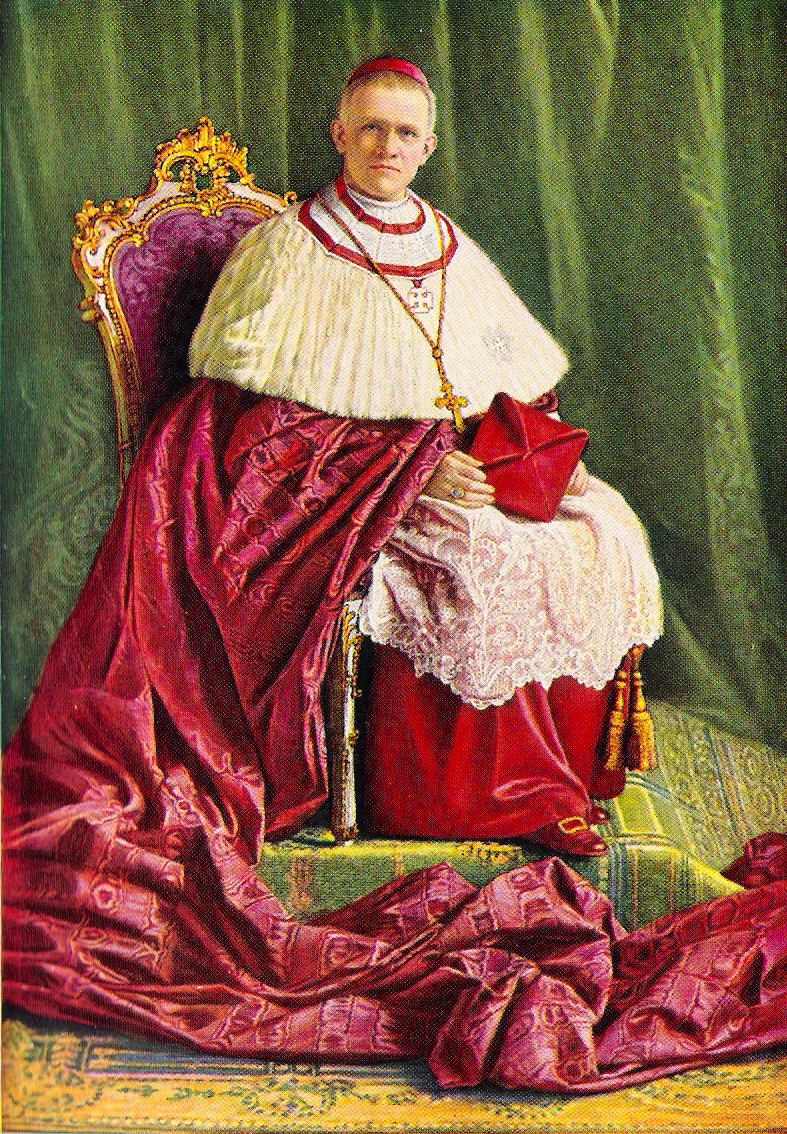
Theodor Kardinal Innitzer mit Cappa magna

Als Chorkleidung für Kleriker stellte der Radmantel die Grundform der Capa dar, so die Capa choralis für den winterlichen Chordienst. Daraus entwickelten sich die enge Form der Capa clausa, die in das vorn geschlitzte Pluviale, die als liturgisches Gewand bei der Messfeier getragene, seitlich offene Kasel oder die als Schulterumhang außerhalb der Messliturgie getragene Mozetta abgewandelt wurde.
Bekannt ist auch der als Cappa magna bezeichnete Umhang von katholischen Kardinälen und Bischöfen mit rückwärtiger großer Schleppe. Sie wurde unter Papst Pius XII. für Kardinäle von zwölf auf sechs Meter verkürzt, für Bischöfe von sieben auf 3,5 Meter. Der Kragen aus Hermelinfell, der in den Wintermonaten zur Cappa magna getragen werden konnte, ist seit dem Caeremoniale Episcoporum von 1984 verboten. Die Cappa magna wird heute kaum noch gebraucht, wurde aber von einzelnen Kardinälen wieder getragen, z. B. von Raymond Leo Burke. Kardinal Burke trägt die Cappa magna entgegen den geltenden liturgischen Vorschriften weiterhin mit Hermelinbesatz, da in bestimmten Ausnahmefällen die Liturgie des Römischen Ritus in der Fassung der liturgischen Bücher der katholischen Kirche, die im Jahr 1962 in Geltung waren, gefeiert werden kann. Das aus dem Jahr 1984 stammende Verbot des Hermelinbesatzes ist daher für Kardinäle und Bischöfe, wenn sie nach der bis 1962 geltenden Form (von 2007 bis 2021 „außerordentlichen Form des Römischen Ritus“ genannt) pontifizieren, nicht maßgebend.